# Iquitosmyggsnappare
Iquitosmyggsnappare (Polioptila clementsi) är en fågel i familjen myggsnappare inom ordningen tättingar.

## Utseende och läte
Myggsnappare är små, gråaktiga fåglar som mycket aktivt rör sig genom växtligheten medan de konstant vippar, reser och brer ut sin långa stjärt för att skrämma upp insekter. Iquitosmyggsnapparen är huvudsakligen grå och vit. Stjärten är svart med vita yttre stjärtpennor. Den skiljs från hona tropikmyggsnappare genom grått bröst och bruten vit ögonring. Sången består av tre "sip" följt av en snabb drill.

## Utbredning och systematik
Fågeln beskrevs som ny för vetenskapen först 2005 och förekommer i vitsandsskog nära Iquitos i Peru. Den behandlas som monotypisk, det vill säga att den inte delas in i några underarter.

## Status
Tidigare behandlade internationella naturvårdsunionen IUCN den som akut hotad, men sedan 2016 behandlas den som underart till Polioptila guianensis, varför den inte längre placeras i någon egen hotkategori.